# Agrocybe praecox
Agrocybe praecox (Christian Hendrik Persoon, 1800 ex Victor Fayod (1889), sin. Pholiota praecox (Christian Hendrik Persoon, 1788 ex Paul Kummer (1871), din încrengătura Basidiomycota, în familia Agaricaceae și de genul Agrocybe, numită în popor bureciori de pășune sau burete de imaș, este o  specie de ciuperci comestibile și saprofite, ce descompun resturi vegetale. Buretele se poate găsi în România, Basarabia și Bucovina de Nord prin locuri luminoase în și în afara tutor feluri de pădure, pe pajiști, în parcuri, livezi și grădini, dezvoltându-se pe sol precum peste resturi de lemn în putrefacție în grupuri sau chiar mănunchiuri. Această specie răspândită și foarte frecventă în toate biotopurile posibile, apare, din aprilie până august (septembrie), însă numai de la câmpie la deal, în munți, de la aproximativ 900 m în sus, lipsește.

## Taxonomie

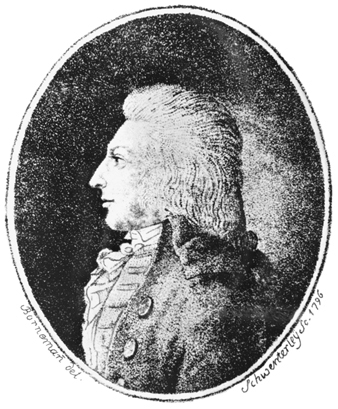
Christian Hendrik Persoon

Prima pomenire sub denumirea Agaricus candicans a făcut-o renumitul om de știință german Jacob Christian Schäffer în 1774. Schäffer a creat o pagină cu picturi foarte impunătoare, dar cu un comentariu insuficient.
Apoi, în 1793, micologul francez Pierre Bulliard a descris ciuperca independent de Schäffer ca Agaricus togularis în volumul 13 al renumitei sale opere Herbier de la France ou, Collection complette des plantes indigenes de ce royaume. Mai mulți micologi au acceptat denumirea drept nume binomial, transferată de micologul german Paul Kummer sub denumirea Pholiota praecox. Ultimul a fost, în 1935, micologul Robert Kühner (1903-1996), un compatriot al lui Bulliard. Ea se mai găsește în diverse cărți micologice.
Dar numele originar binomial acceptat în prezent (2019) de toți micologii este Agaricus praecox, descris de marele micolog Christian Hendrik Persoon pe baza ilustrațiilor lui Schäffer și transferat corect cu același epitet de micologul elvețian Victor Fayod (1860-1900) la genul Agrocybe (pe care l- a creat pentru anumite specii saprofite ce descompun resturi vegetale) în 1889.
Au fost făcute foarte multe încercări de redenumire pentru această specie inclus variații (vezi o selecție în infocasetă) care însă nu au fost folosite niciodată și sunt astfel neglijabile.

## Descriere

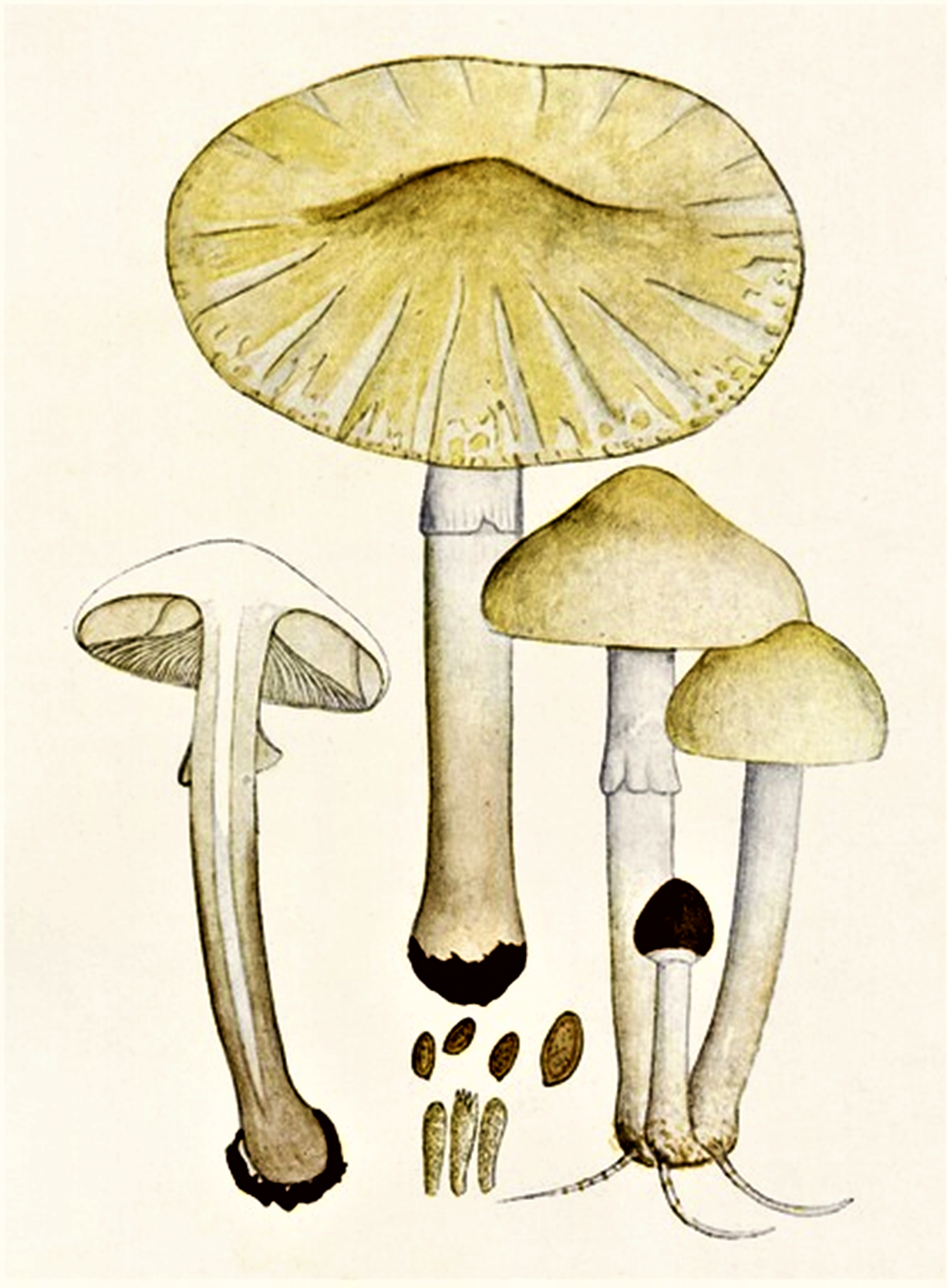
Bres.: Pholiota praecox

- Pălăria: are un diametru de 3-8 (11) cm  și este amenajată central peste picior, fiind nu prea cărnoasă, inițial semisferică, apoi convexă și pentru timp lung cu marginea răsfrântă către picior, pentru a deveni în final întinsă cum marginea în sus, adesea cu un gurgui central turtit. Prezintă ocazional franjuri trecătoare ale vălului parțial pe marginea ei. Cuticula, care se simte ceva pieloasă, este netedă și mătăsoasă, la umezeală unsuroasă precum după o perioadă de ariditate cu crăpături longitudinale. Coloritul variază, el poate fi gri-gălbui, galben-ocru sau maroniu deschis, în tonalități în regulă mai închise în centru. Rar se găsesc chiar și forme albicioase.
- Lamelele: în tinerețe acoperite de vălul parțial, sunt dese, subțiri, cu lameluțe intercalate, devenind cu avansarea în vârstă din ce în ce mai bombate. Muchiile sunt denivelate. Coloritul, inițial gri-bej, tinde să devină cu timpul galben-maroniu până brun-roșcat.
- Piciorul: are o înălțime de 4-8 cm, o lățime de 0,7-1,5 cm, este cilindric, neted și fragil, mai întâi împăiat, dar repede gol pe dinăuntru, rar ușor curbat.  Suprafața este de culoare albicioasă ce tinde către maroniu odată cu avansarea în vârstă a ciupercii. La bază este ușor dilatat și se pot observa fire miceliene groase și albe (rizomorfe). Prezintă un inel subțire, pielos și fugace sau durabil de culoarea tijei.
- Carnea: este moale, subțire și ceva fibroasă, albicioasă, gri-albicioasă până deschis gălbuie, în picior și maronie, cu miros și gust puternic făinos, aproape ceva rânced. Exemplare mai bătrâne devin amăruie. Nu se decolorează după tăiere.[3][4]
- Caracteristici microscopice: Sporii brun-cenușii sunt netezi și elipsoidali până ovoizi, poartă un por de germen și au o dimensiune cuprinsă între 8-11 x 5-6 microni. Pulberea lor este brun-roșcată. Basidiile în formă de măciucă au o dimensiune de 25-35 x 7-8 microni și poartă 2-4 sterigme fiecare. Cistidele în formă de măciucă fusiform-bulboasă măsoară 50-55 x 18-21 microni.[12]
- Reacții chimice: Buretele se colorează cu anilină de fenol după 2 minute liliaceu cu tindă de roz, cu metol încet violet închissia in sfârșit violet-negricios și cu tinctură de Guaiacum după câteva minute albastru.[13]

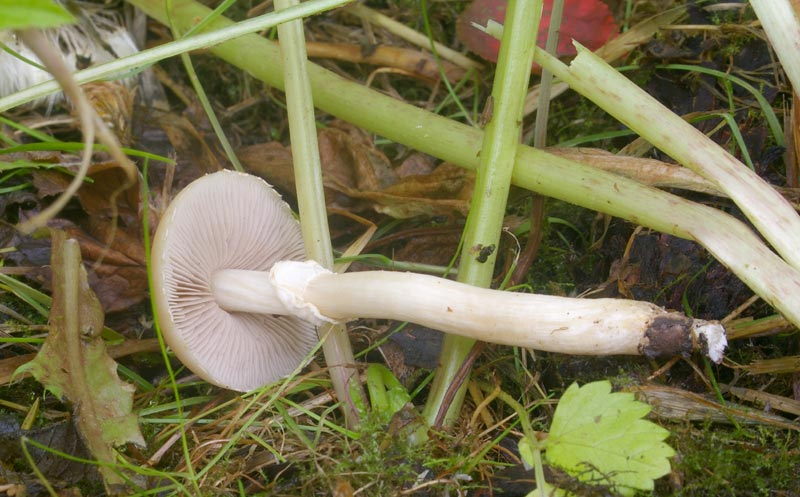
A. praecox mai tânăr: lamele, inel, picior
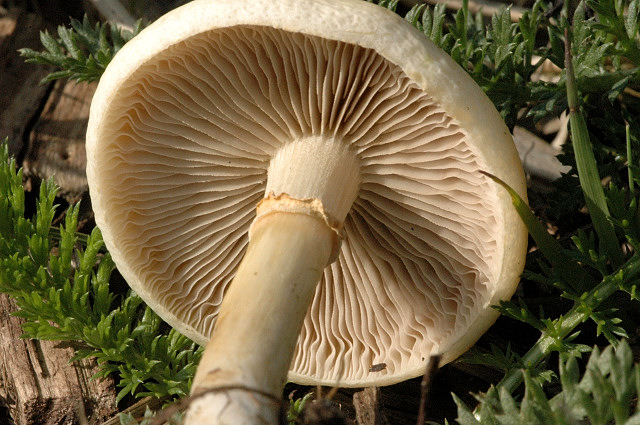
A. praecox, lamele, inel, picior din apropiere
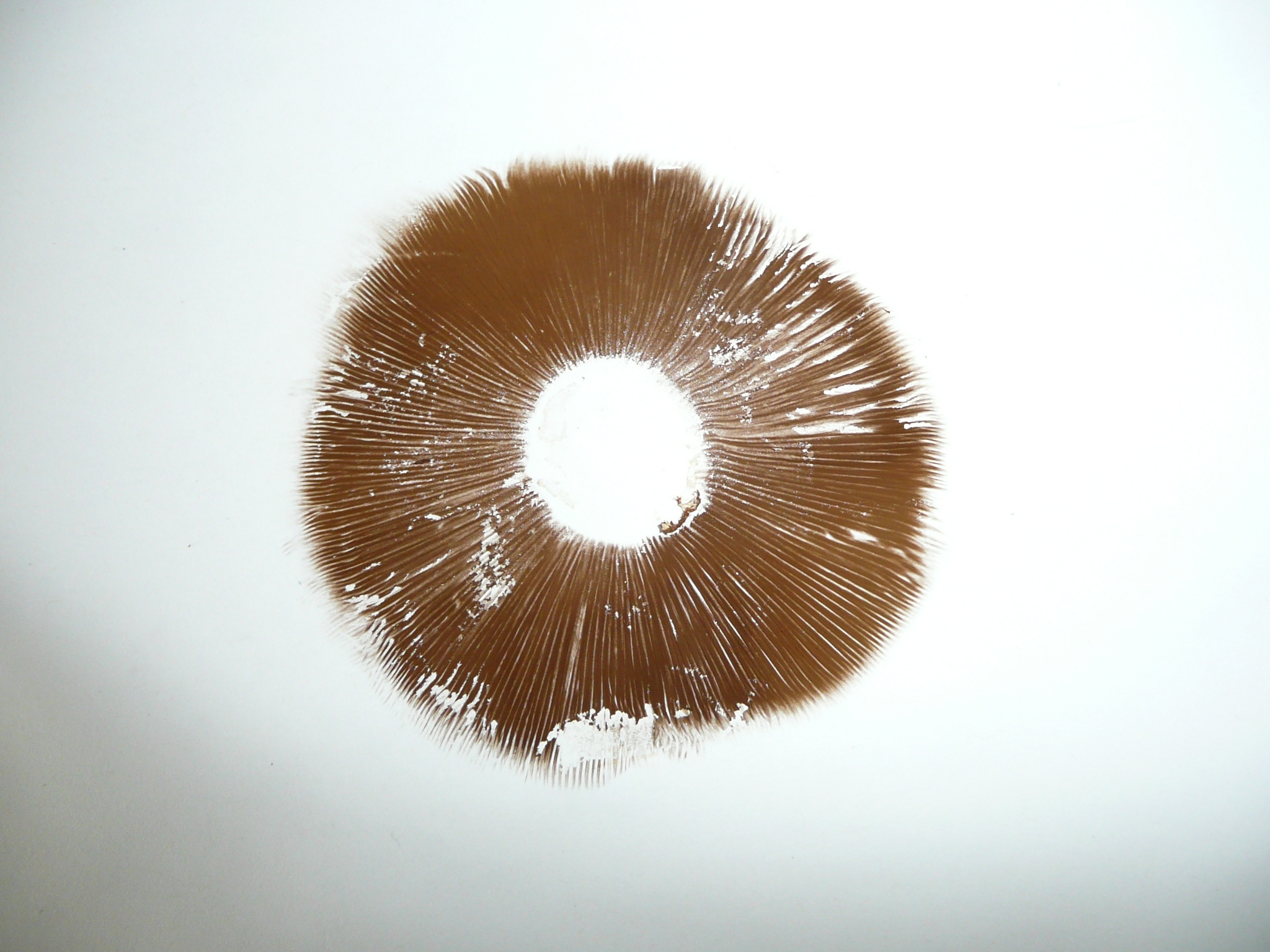
A. praecox, urmele sporilor
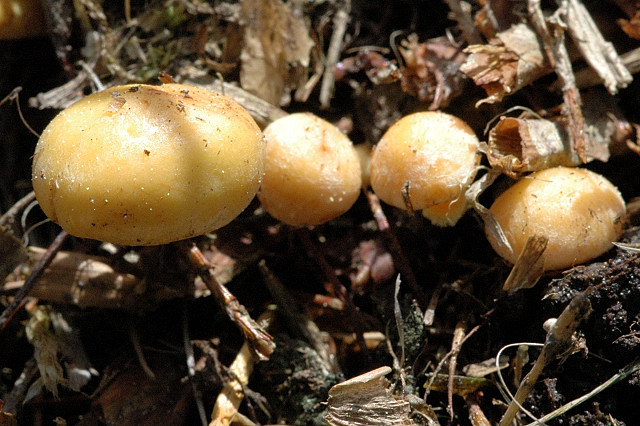
A. praecox tineri
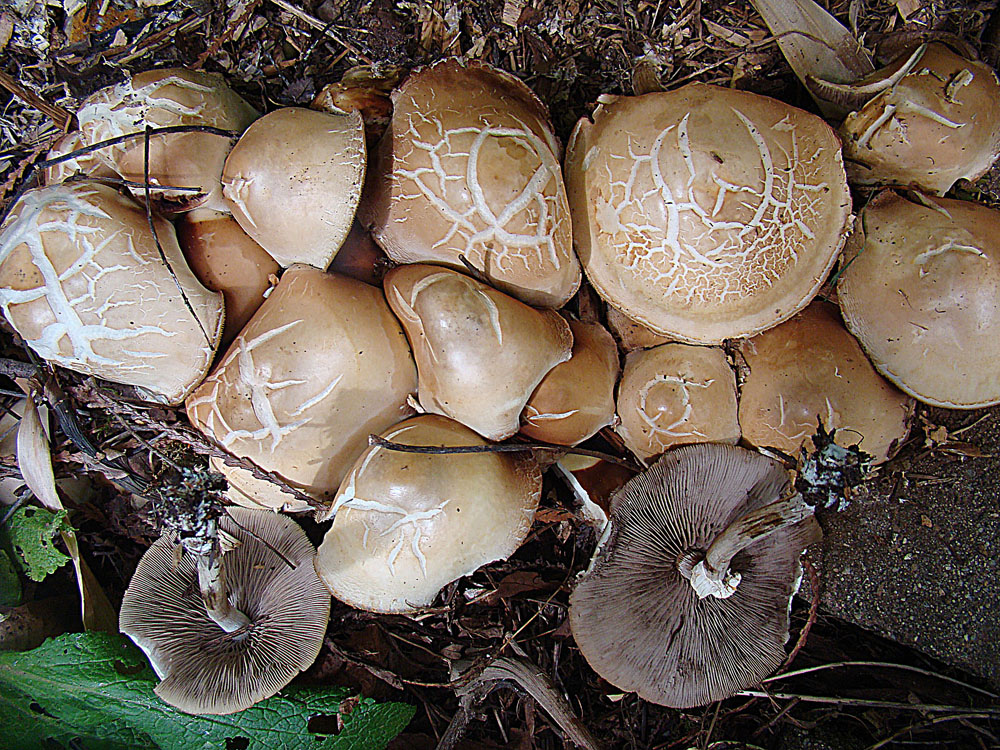
A. praecox mai bătrâni

## Confuzii
Buretele de imaș poate fi confundat cu Agrocybe aegerita sin. Cyclocybe aegerita (comestibilă), Agrocybe dura (comestibilă) Agrocybe erebia, sin. Cyclocybe erebia (comestibilă), Agrocybe paludosa (comestibilă),  Agrocybe pediades (necomestibilă, fără valoare culinară), Agrocybe vervacti (necomestibilă, fără valoare culinară),  Galerina marginata (letală), Inocybe fibrosa (foarte otrăvitoare, posibil letală), Inocybe sambucina (foarte otrăvitoare, posibil letală), Inocybe sindonia (foarte otrăvitoare, adesea letală), Lacrymaria lacrymabunda (comestibil), Psathyrella spadiceogrisea sin. Psathyrella vernalis (comestibil) sau Stropharia coronilla sin. Psilocybe coronilla (necomestibilă, fără valoare culinară), Pilzforum declarând-o chiar otrăvitoare, pentru că ar conține triterpena crustulinol, o substanță toxică.

## Specii asemănătoare în imagini

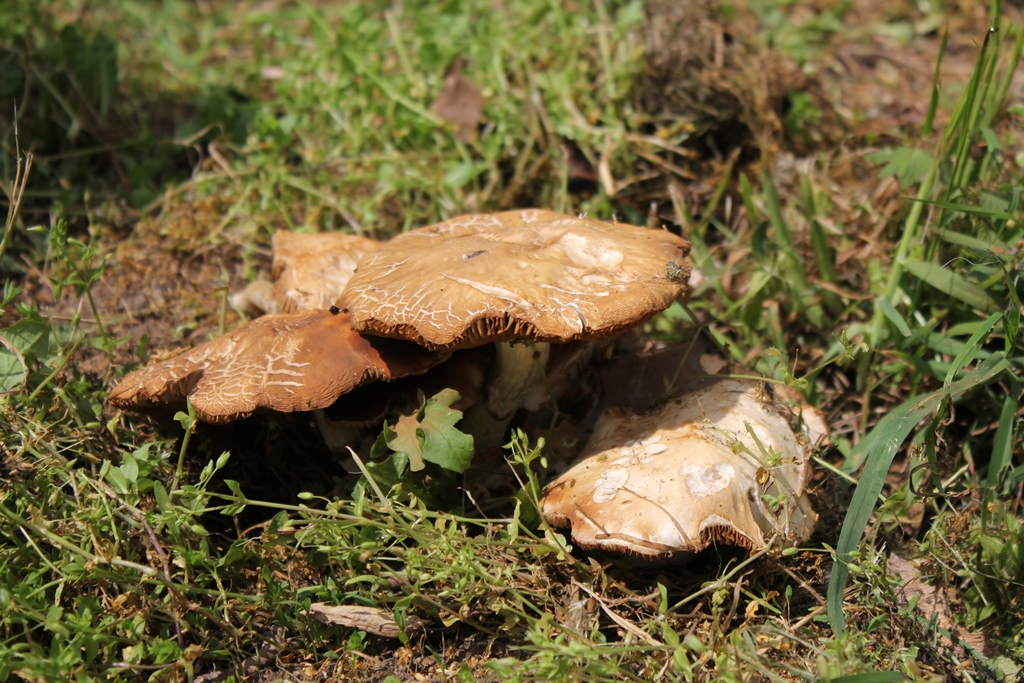
Agrocybe aegerita sin. Cyclocybe aegerita
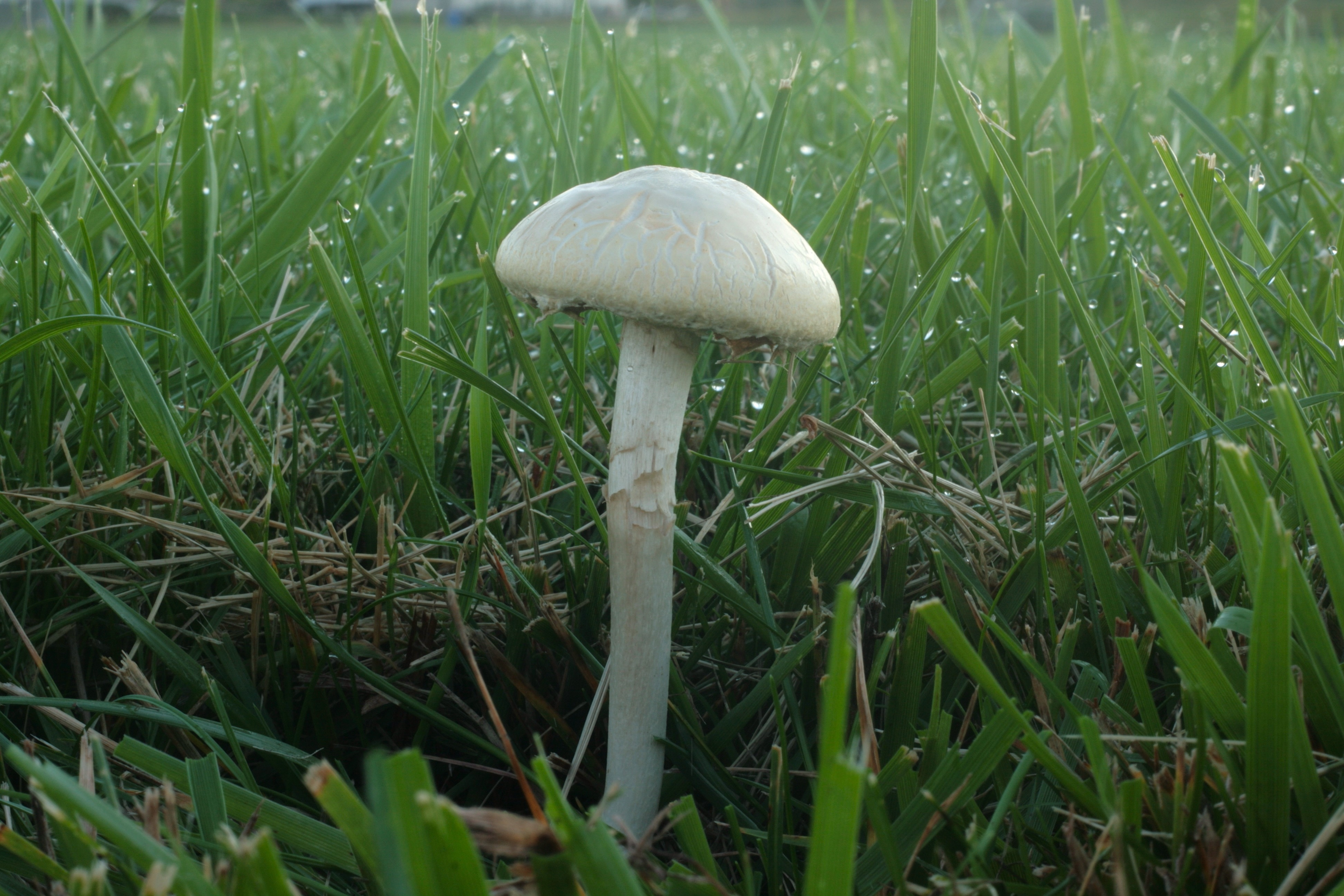
Agrocybe dura
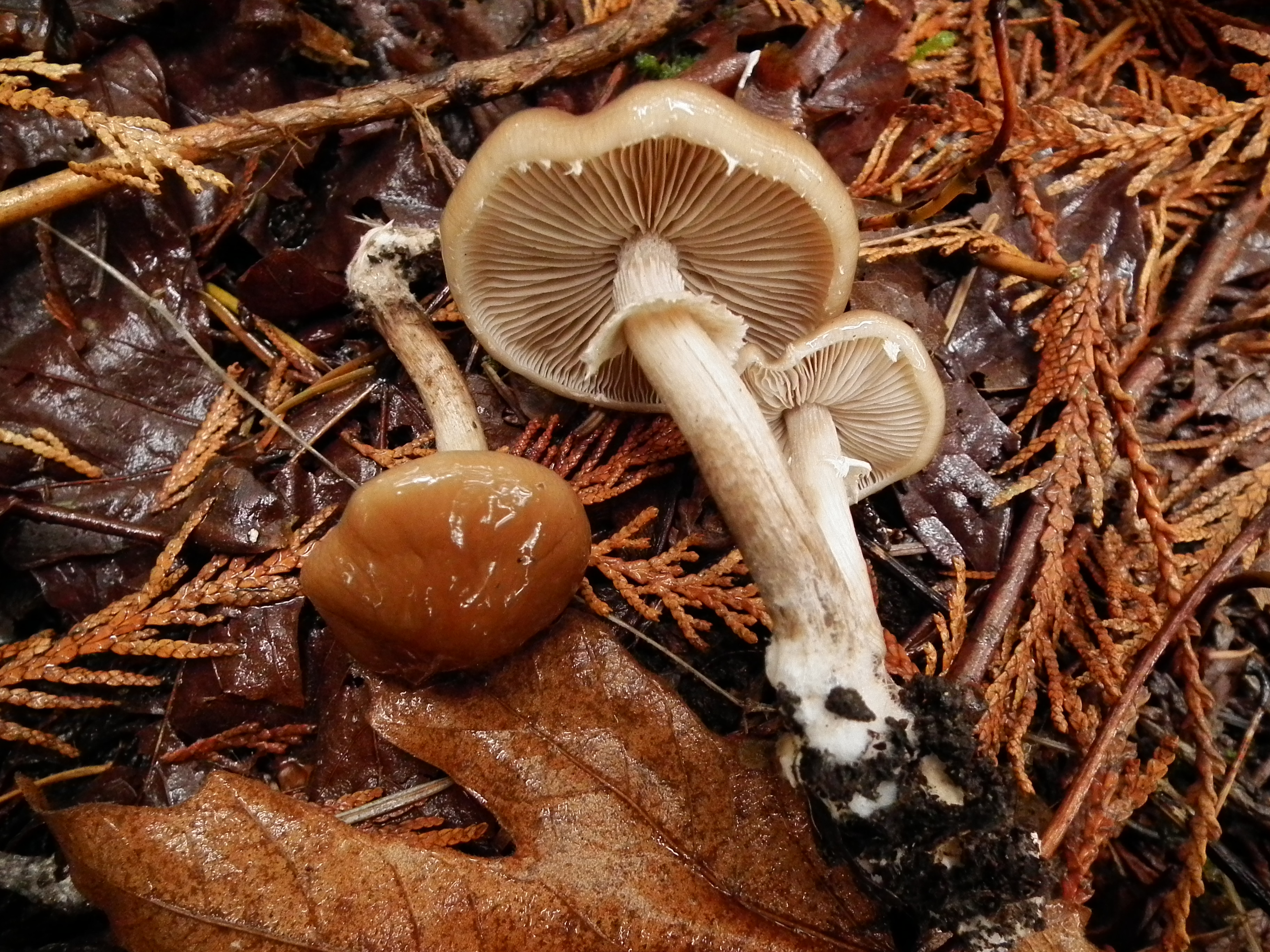
Agrocybe erebia
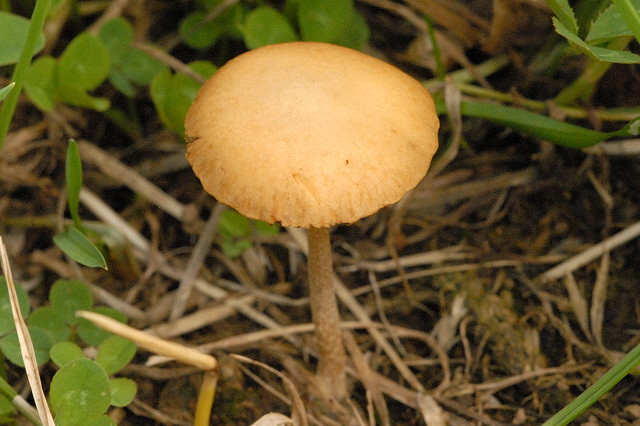
Agrocybe paludosa
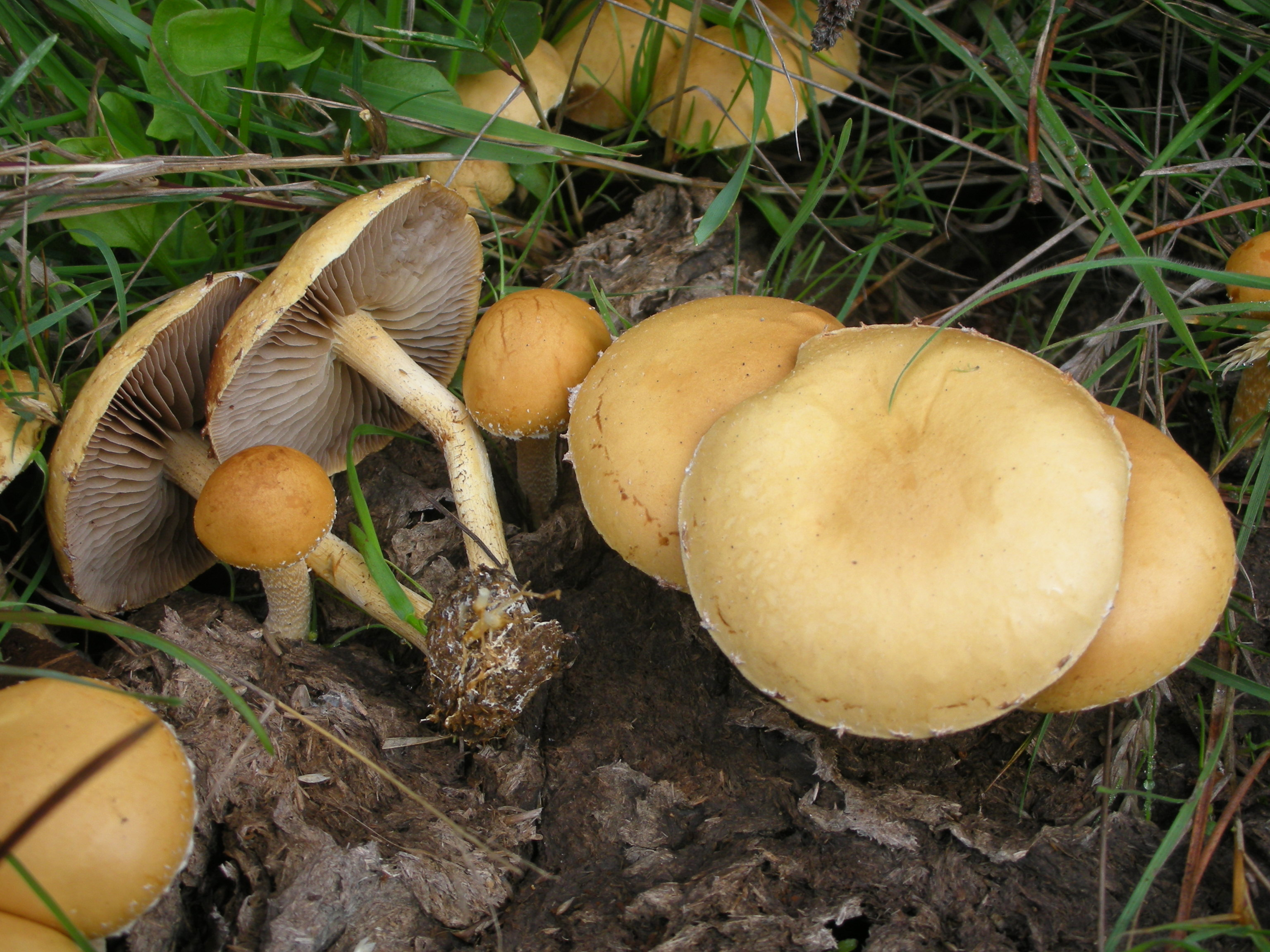
Agrocybe pediades

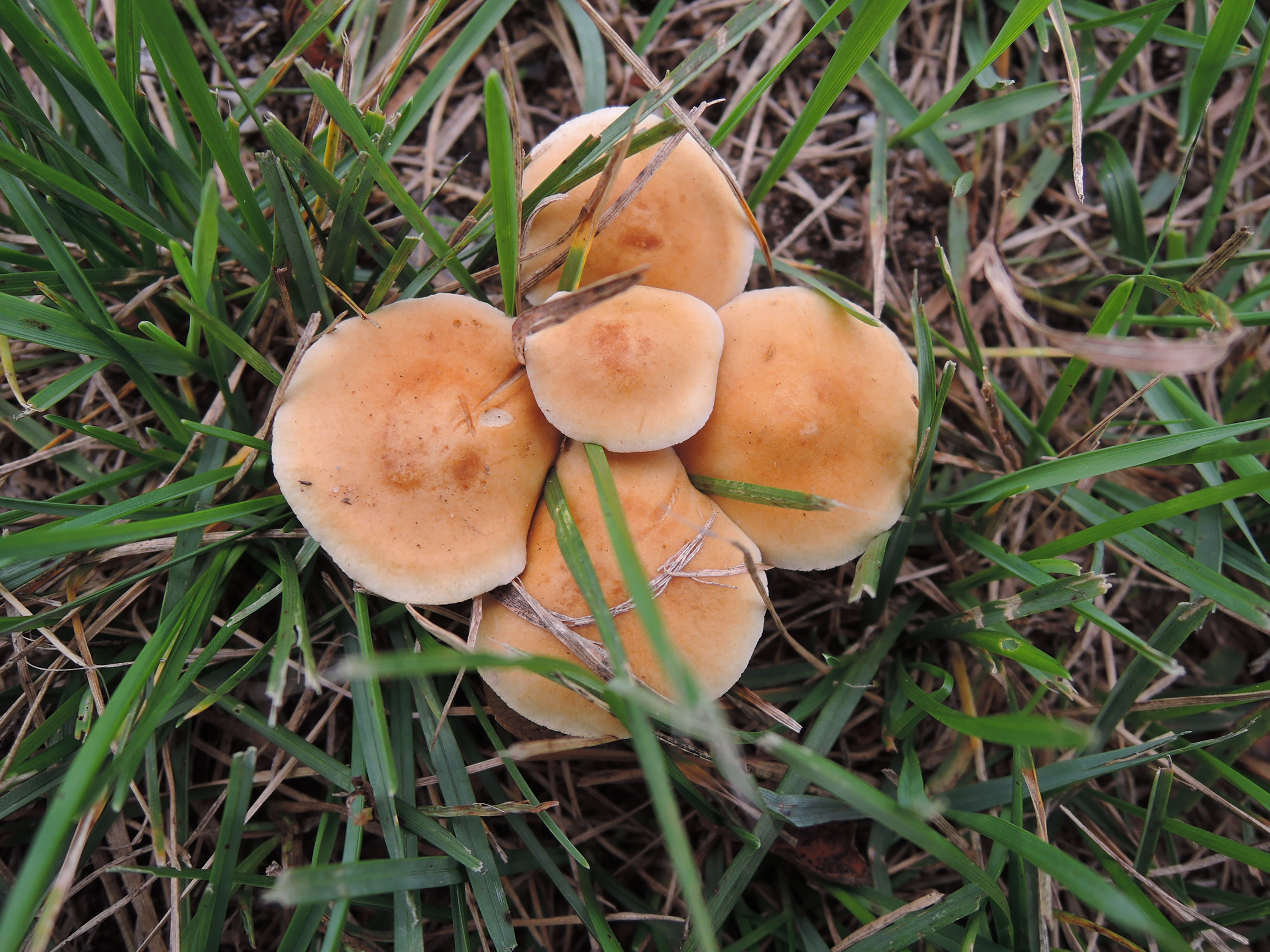
Agrocybe vervacti
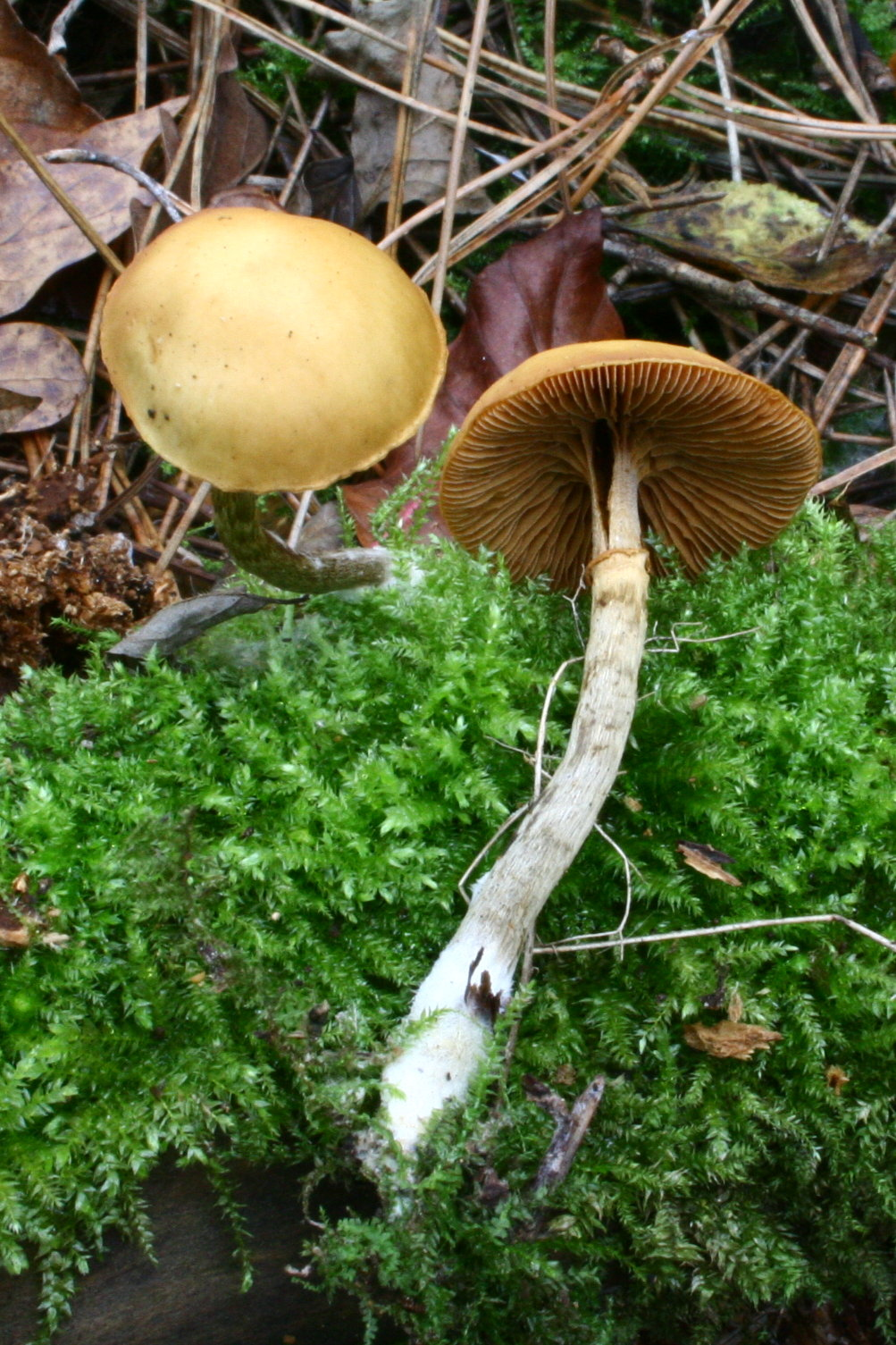
!!!Galerina marginata!!!
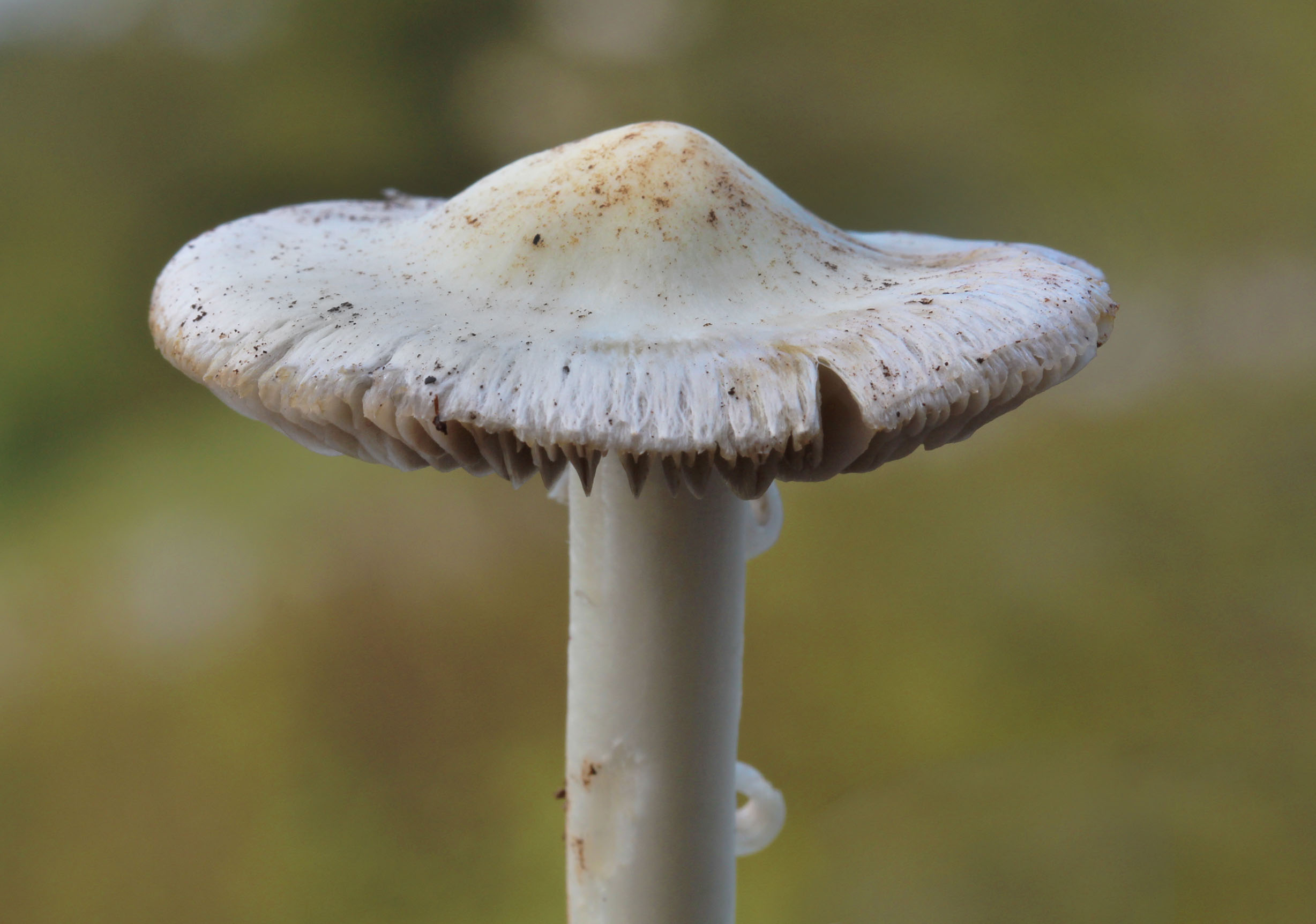
!!!Inocybe fibrosa!!!
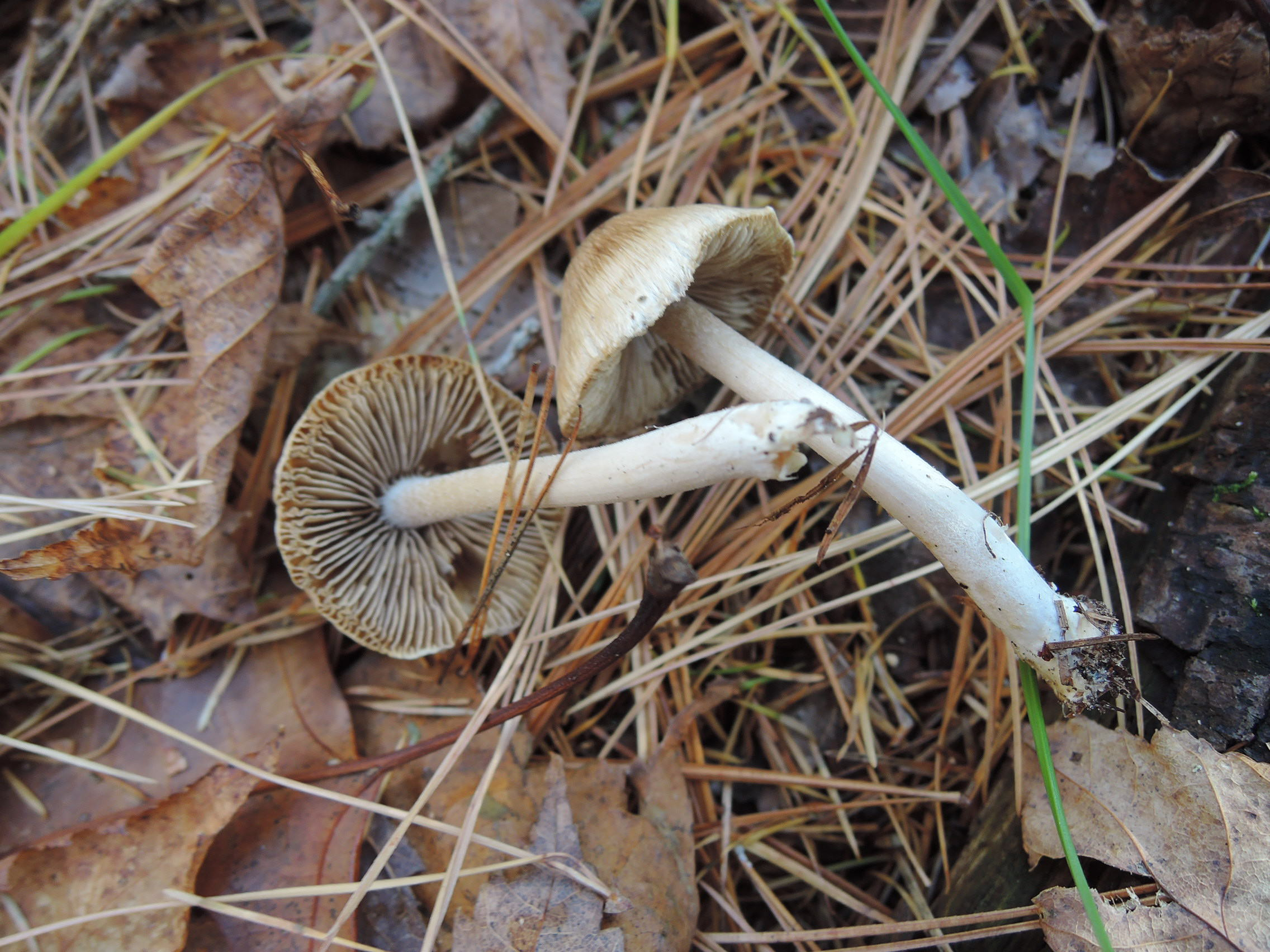
!!!Inocybe sidonia!!!

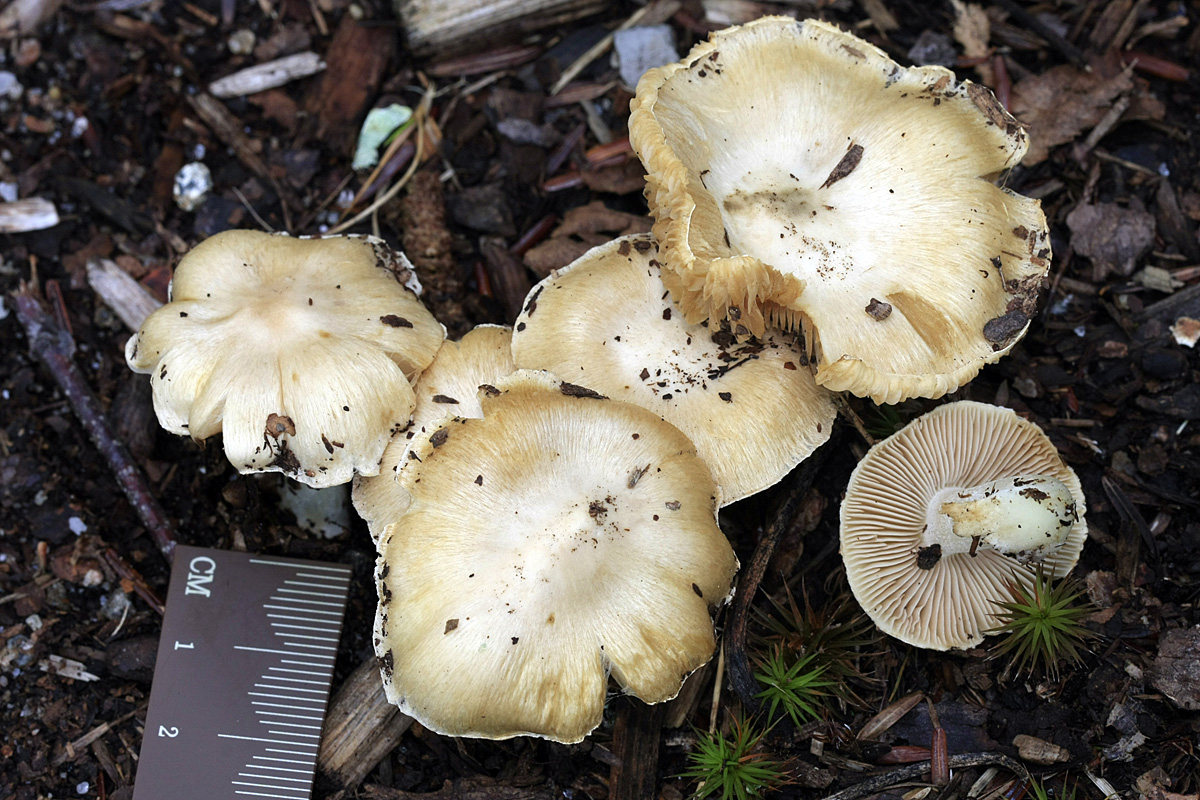
!!!Inocybe sambucina!!!
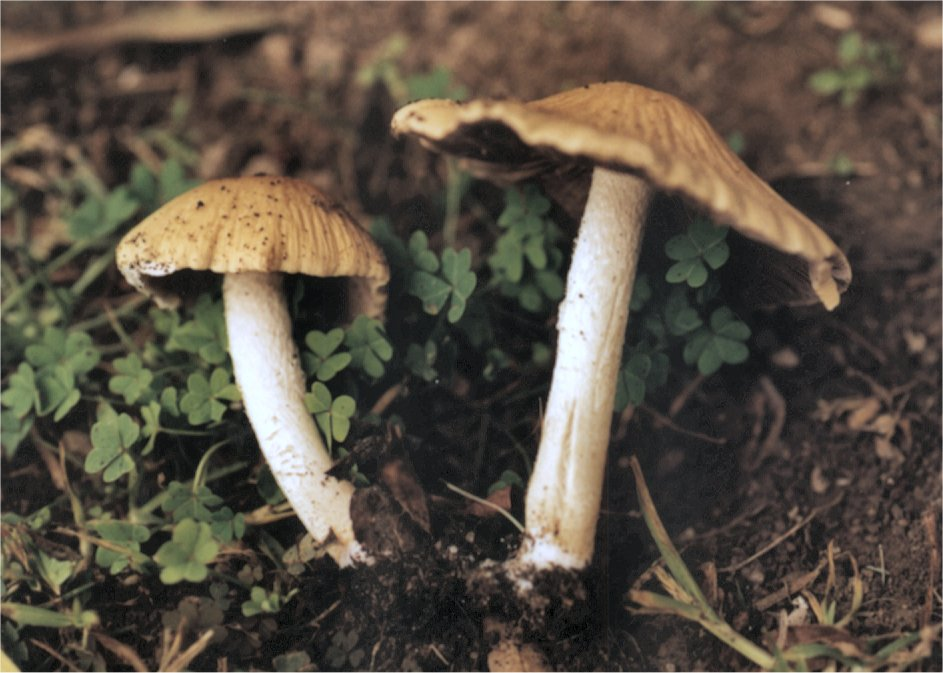
Lacrymaria lacrymabunda
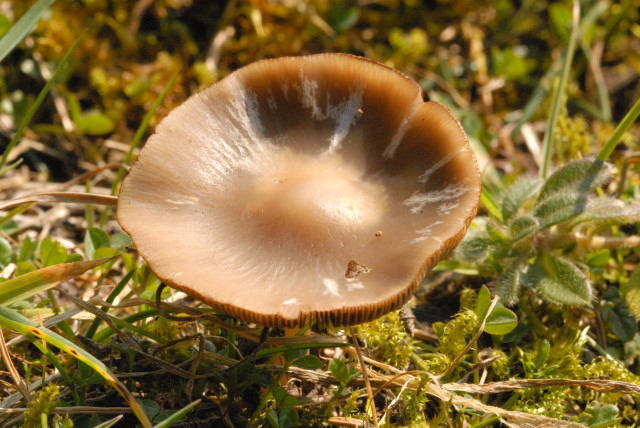
Psathyrella spadiceogrisea
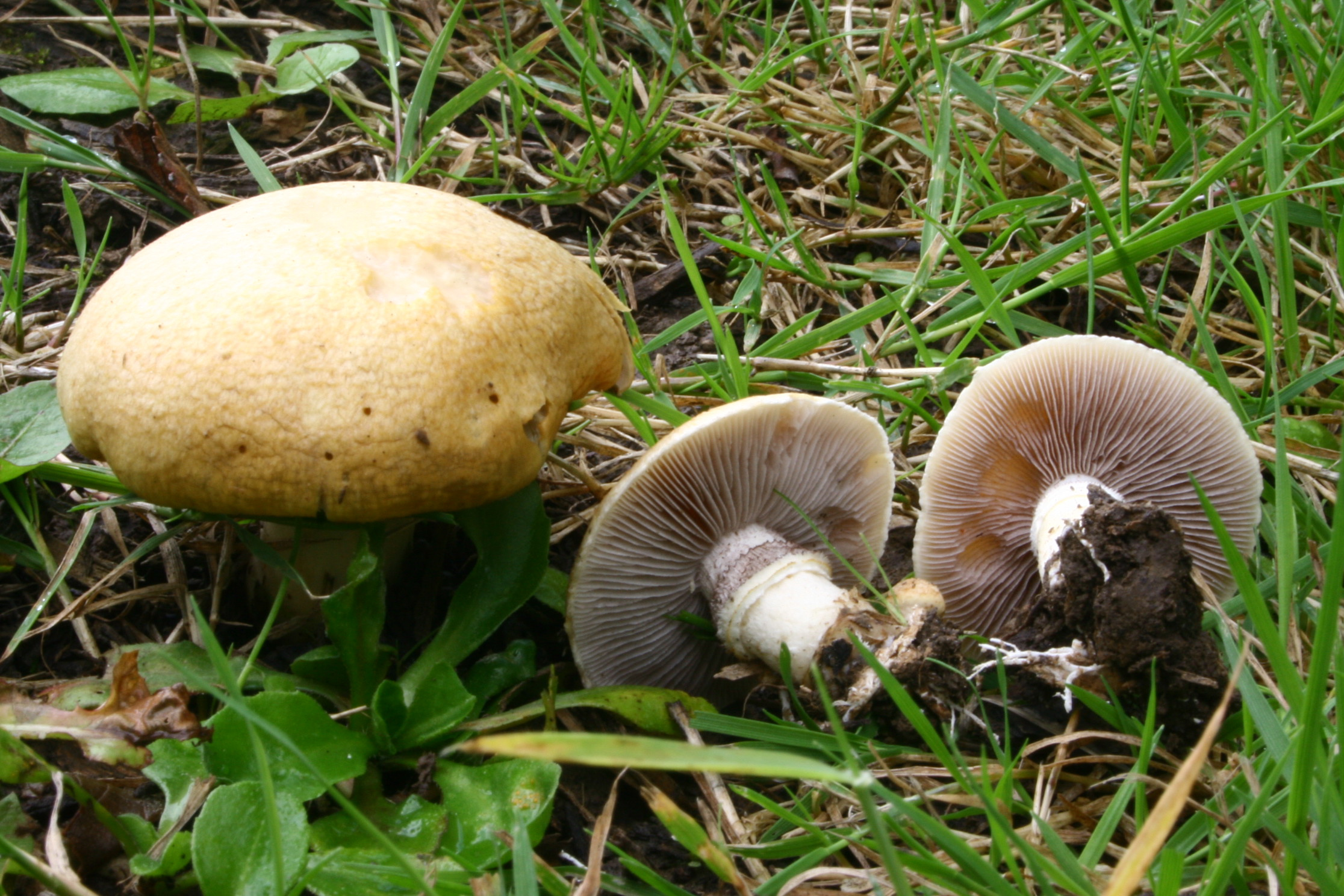
!Stropharia coronilla!

## Valorificare
Bureciorii de pășune sunt comestibili, dar nu de valoare culinară ridicată. Unii o declară chiar delicioasă, pe când alții dezgustătoare. Se pare că intensitatea mirosului și gustului sunt dependente de localitățile unde sunt culese. Se indică adăugarea la alte feluri sau sosuri de ciuperci. Mai departe, pălăriile bureților pot fi conservați în ulei, oțet sau sare.